# Comté de Conargo
Le comté de Conargo (en anglais : Conargo Shire) est une ancienne zone d'administration locale située dans l'État de Nouvelle-Galles du Sud en Australie. 
Situé dans la Riverina, il était le comté le moins peuplé de Nouvelle-Galles du Sud et son centre administratif était fixé à Deniliquin dans le conseil voisin. Créé en 1907, il comprenait les seules villages de Conargo, Blighty, Booroorban. Mayrung, Pretty Pine et Wanganella.
La population s'élevait à 1 540 habitants dont 31 aborigènes en 2011.
Le 12 mai 2016, il fusionne avec le conseil de Deniliquin pour former le conseil de la rivière Edward.